# Districtul Sangkhom
Sangkhom (în thailandeză สังคม) este un district (Amphoe) din provincia Nong Khai, Thailanda, cu o populație de 22.998 de locuitori și o suprafață de 449,7 km².

## Componență
Districtul este subdivizat în 5 subdistricte (tambon), care sunt subdivizate în 36 de sate (muban).
| Nr. | Nume      | În thailandeză | Sate | Locuitori |  |
| --- | --------- | -------------- | ---- | --------- |  |
| 1.  | Kaeng Kai | แก้งไก่          | 6    | 4,304     |  |
| 2.  | Pha Tang  | ผาตั้ง           | 7    | 5,724     |  |
| 3.  | Ban Muang | บ้านม่วง         | 7    | 3,030     |  |
| 4.  | Na Ngio   | นางิ้ว           | 9    | 6,094     |  |
| 5.  | Sangkhom  | สังคม           | 7    | 3,846     |  |